# 御夫座T
御夫座T（T Aurigae）也被称为1892年御夫座新星（Nova Aurigae 1892）是一颗位于御夫座的新星，1892年爆发。爆发时最亮视星等为3.8，在爆发后100天亮度即下降大约3等，现在它的亮度仅有15等。
御夫座T是由英国天文学家托马斯·大卫·安德森发现，他在1901年发现另一颗新星飞马座GK。

## 天球坐标
- 赤经：05h31m58s.64
- 赤纬：+30°26'45".2